# Regal Records (1914)

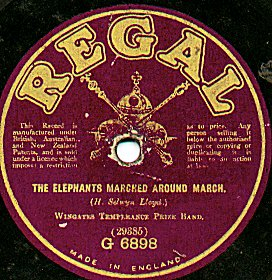
Schallplatte der Regal Records

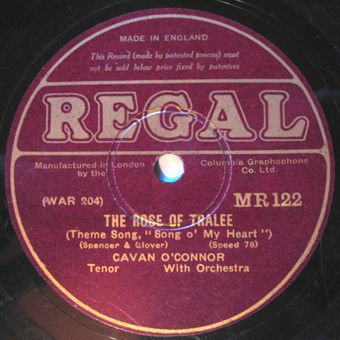
Schallplatte der Regal Records um 1930

Regal Records war ein britisches Plattenlabel, dass sich später mit Zonophone Records zusammenschloss.

## Geschichte
Regal wurde 1914 als Sublabel der Columbia Records gegründet (erste Platten April 1914). Das Label war dafür gedacht, Columbia den Markt in Großbritannien zu erschließen und Columbias US-Aufnahmen dort zu vertreiben (und veröffentlichte auch die von Harmony) und startete mit preiswerten Platten, darunter auch eine beträchtliche Anzahl Jazz. Bis 1932 agierte Regal daher als mehr oder weniger eigenständiges Label.
Im März 1931 fusionierte British Columbia mit Gramophone Co. zu EMI und 1932 wurde Regal zusammen mit Zonophone Records von Gramophone zu Regal Zonophone Records, ebenfalls wieder als Sublabel für Columbia. Sie bestanden in Großbritannien und Australien.
In den 1990er Jahren wurde Regal wieder für einige Zeit von EMI aufbelebt in Gebieten, wo ihre sonstigen Labels nicht aktiv waren, zum Beispiel für Alben von Duke Ellington in Spanien (sonst bei Columbia erschienen). Außerdem gaben sie eine Reihe bedeutender Jazz-Re-Issues in den 1970er Jahren unter dem Label-Namen Regal heraus. In der Gegenwart sind Künstler wie Lily Allen, Beta Band oder Jakobinarina bei dem Label unter Vertrag.
Regal wurde auch für die Australian Columbia benutzt nach deren Gründung 1926.